# Gränsgruvan
Gränsgruvan är en gruva i skogen, 8 kilometer norr om Ludvika.
Den har fått sitt namn av att den ligger över gränsen mellan Ludvika kommun och Smedjebackens kommun.[källa behövs] Gruvan inmutades 1939 och 1947 påbörjades malmbrytning, för att sedan läggas ned. 1965 öppnades gruvan igen. 1972 reste Bolidenbolaget en ny gruvlave, en så kallad "Gruvcirkus", en enkel, monteringsfärdig anläggning som användes vid små och osäkra fyndigheter. "Tag med dig gruvan när du går" var slagordet när den första gruvcirkusen byggdes i Västerbotten 1957. Vid gruvlaven i Gränsgruvan byggdes spelhus, kontor, personal- och verkstadsbaracker i korrugerad plåt. Malmen, zink, bly, silver, koppar och guld, kördes med lastbil till Saxbergets gruva för anrikning. Boliden lade ned driften vid Gränsgruvan 1978 och barackerna revs. Gruvlaven, som så lätt skulle kunna flyttas, stod kvar till september 1995, då den fälldes. Området sanerades och återställdes och skog planterades. Vägskylten mot Gränsgruvan togs bort. Boliden  utförde omfattande provborrningar i området åren 2008–2010 för att säkra sin malmbas.  
När gruvan lades ned flyttades en mindre gruvlave till  Garpenbergs gruva. År 2009 donerades laven till Närsen-Grontjärns Järnväg i Dala-Floda, där den finns än idag.